# Балеиваи, Дранивеси
Дранивеси Балеиваи (фидж. Dranivesi Baleiwai, родился 17 апреля 1964 года) — фиджийский регбист, игравший на позиции хукера.

## Биография
Выступал за команду провинции Нанди. Дебютировал за сборную Фиджи по регби официально 4 марта 1990 года матчем на стадионе «Титибуномия» против Японии, закончившимся победой фиджийцев 32:6, вышел на замену на 76-й минуте вместо Алипате Рабиту. 5 декабря того же года провёл гостевой матч против Гонконга. До этого входил также в заявку на игру 9 апреля 1989 года против команды Нового Южного Уэльса.
В 1991 году участвовал в матчах чемпионата мира в Англии: все три игры против Франции, Румынии и Канады фиджийцы проиграли. Помимо этого, был участником знаменательного для фиджийцев матча 16 июля 1991 года в составе второй сборной Фиджи против Англии, когда англичане сенсационно проиграли в Лаутоке хозяевам со счётом 13:27 (через три дня основная сборная Фиджи проиграла англичанам 12:28). Последнюю игру провёл 12 октября 1991 года против румын.
19 июня 1993 года в составе национальной сборной по регбилиг сыграл матч против Папуа — Новой Гвинеи, потерпев поражение 24:35.
В 2017 году избран вице-президентом клуба по регбилиг «Наусори Каубойз», который ранее был известен под названием «Наусори Буллдогз», прекратил существование и был возрождён только в 2013 году.